# دبابة النمر 2
دبابة النمر 2 (بالألمانية: Tiger II) دبابة ألمانية صنعت في نهاية الحرب العالمية الثانية خلال أعوام 1943–1945. جاء تصميم دبابة النمر 2 قريبا من تصميم دبابة النمر 1 أو دبابة البانثر لكن بشكل أكثر ضخامة. سلحت دبابة النمر 2 بمدفع من عيار 88 ملم وذخيرة لستة ثمانين قذيفة كما يشمل تسليحها على رشاشين إم جي-34 عيار 7.92 ملم مع 5,850 طلقة. وتزن دبابة النمر 2 69.8 طن وقد زودت بمحرك بنزين من طراز مايباخ بـ 12 إسطوانة ويولد قوة تقدر 700 حصان. إجمالي ما أُنتج من الدبابة هو 492 وحدة.

## الاسم
الاسم الألماني الرسمي لدبابة النمر 2 هو دبابة تايغر الفئة B (بالألمانية: Panzerkampfwagen Tiger Ausf. B) وغالبا ما يختصر إلى تايغر بي (بالألمانية: Tiger B) حيث كانت الفئة A تشير إلى دبابة النمر 1 أما كلمة «بانزر كامبف فاغن» فتعني «عربة قتال مدرعة» وهو الاسم الذي يطلق على الدبابة باللغة الألمانية، لكن عرفت أيضا بكونيغس تايغر (بالألمانية:Königstiger) وتعني كلمة «كونيغ» الملك، أما «تايغر» فتعني النمر والمقصود هنا هو النمر المخطط بالألمانية.

## التطوير
تم رسم التصميم الاولي لدبابة (king tiger)عام1937 لكن تم منح عقد التصميم الاولي الي شركة هينشل واتبع ذلك عقد اخر لشركة بورش في عام 1939 والتصميمان الأوليان لهما نفس تصميم البرج من شركة كروب ولاكن الاختلفات الاساسية بين التصميمين كانت في الهيكل وألية التعليق والتنقل، إصدار هينشل استخدم تصميم درع عادي منقول من تصميم الدرع المائل لدبابة (Panther), تعتمد دبابة (king tiger) في التحرك علي تسع عجلات طريق متداخلة بقطر80سنتيمتر لكل جانب مثبتة علي زنبرك داخلي

## الإنتاج
طورت دبابة النمر 2 في نهاية الحرب العالمية الثانية وصنعت بكميات صغيرة نسبيا، طلبت القيادة الألمانية تصنيع 1,500 دبابة لكن الإنتاج تعطل بشكل كبير نتيجة قصف الحلفاء لمصانع شركة هنشل، ولم يتجاوز إجمالي ما أنتج عن 492 دبابة غالبيتها أنتجت في عام 1944:
- دبابة واحدة عام 1943
- 379 دبابة في 1944
- 112 دبابة في 1945

## التاريخ القتالي
انضمت النمر2 في العديد من العمليات العسكرية والمعارك منها[بحاجة لمصدر]
1. العملية بانزر فاوست 1944
2. معركة الثغرة 1944
3. معركة احتلال نورماندي 1944
4. الهجوم علي فستولا وادور 1945
5. هجوم بحيرة بالتون 1945
6. الهجوم علي بلاروسيا الشرقة 1945
7. معركة مرتفاعات سلوو 1945
8. معركة الدفاع عن برلين 1945